# Puzsér Róbert
Puzsér Róbert (Budapest, 1974. október 24. –) magyar publicista, kritikus, humorista, rádiós, televíziós, rendezvény és web műsorkészítő, író, digitális tartalom- és filmkészítő, politikai kommentátor, médiaszemélyiség, stand-up előadóművész. A 2019-es magyarországi önkormányzati választáson, az Állampolgárok a Centrumban Egyesület pártoktól független főpolgármester-jelöltje Budapesten és legfőbb politikai programjának, a Sétáló Budapest koncepciójának megalkotója.
2012-ben a Csillag születik 4. és 2014–2015 között a Ki Mit Tube – Megkapod a választ tehetségkutató műsorok zsűritagja.
Országos népszerűséget 2012-ben a Csillag születik kendőzetlen stílusú zsűritagjaként szerzett.
Stílusa megosztó ugyan, de „arra kell figyelni, amit mondok, nem arra, ahogy” – ad kulcsot önmagához.

## Magánélete
Hatéves volt, amikor szülei elváltak. Apja nyomdamérnök, míg anyja – akinél a válás után maradt – kiskereskedő volt. Zsidó származású édesanyja túlélte a holokausztot, akit szerzetesnők neveltek fel. Testvére nem született.
Volt élettársa Pottyondy Edina, a Momentum Mozgalom volt politikusa, YouTuber és humorista, akivel egy közös gyermekük született. Neurózisban szenved, emiatt a 2010-es évek eleje óta antidepresszánsokat szed.

## Életpályája
Középiskolai tanulmányait a Sashegyi Arany János Gimnáziumban végezte el, majd 1999-ben történelem–magyar szakos tanárként végzett a Károli Gáspár Református Egyetemen. Tanári hivatását azonban csak egy évig gyakorolta, ami alatt határozott idejű szerződéssel tanított a Kelenföldi Műszaki Szakközépiskolában, majd annak lejártakor a szerződést nem hosszabbították meg. Ennek okaként Puzsér megemlítette, hogy konfliktusa volt az iskola vezetésével amiatt, hogy a tankönyv helyett az aktuális témákhoz kapcsolódó filmekkel akart társadalomismeretet tanítani.
2001-ben CHMTX-riport cím alatt rövid-, vizsgafilmet készített a Nemzeti Antifasiszta Terrorcsoport tagjairól barátok, ismerősök, önkéntesek közreműködésével. 2005–2007 között a Színház- és Filmművészeti Egyetem hallgatója volt, drámapedagógus szakon, levelező tagozaton.
Sok mindennel próbálkozott, ingatlanos-tanfolyamot végzett, régészasszisztensnek állt, MC Paradox néven még rapszámokat is írt, készített.
Először a Magyar Televízióban volt látható 2004–2005 között, a Gang című műsorban. Itt kezdte el készíteni barátaival a Szélsőközép című közéleti műsort, mely a reggeli műsorsávban volt hallható, a Budapest Rádió csatornán. Majd a rádión belüli változások miatt egy másik időpontra költözött, és Demokrácia Rt., majd a Pont FM-n Apokalipszis Rt. néven sugározták. Innen nem sokkal később távozott – saját bevallása szerint azért is, mert a munkáért késve vagy egyáltalán nem kaptak fizetést.
2006-ban dolgozott online újságíróként a Menedzsment Fórum (mfor.hu) internetes oldalnál, eközben 2010-ig szerepelt az M1 Kultúrház című műsorában, összesen 5 adásban.
2007 és 2008 között a Budapest TV-n vezette médiahack-jellegű beszélgetős műsorát barátai társaságában, Na, mi újság??? címmel. Utóbbi év áprilisában műsorának egyik botrányos adása miatt szerződést bontottak vele. Mindeközben a Hír TV Lapzárta című vitaműsorában szerepelt 28 adáson át.
2008-ban egy rövid ideig az Echo TV-nél is dolgozott, a Szigorúan ellenőrzött mondatok című műsorban, ugyancsak médiahack-jelleggel, viszont szatirikus formában. Az MTV Hungary részére készítettek egy pilot-műsort Gödri Bulcsúval, de annak nem készült folytatása.
Ezután a radiocafé 98.6-hoz igazolt, ahol a Szélsőközép újraindított műsorával jelentkezett, amely azonban alig néhány adás után megszűnt. 2008-2009 között újra online újságíróként tűnt fel, ezúttal a kulturpart.hu internetes oldalnál. Ezt követően 2009 és 2011 között, egészen a Radiocafé megszűnéséig, 199 adáson keresztül vezette A hét mesterlövésze című filmajánló rádióműsort, mely meghozta számára a népszerűséget. A rádiócsatorna egyéb műsoraiban is szerepelt, vagy éppen helyettesítette kollégáit. A műsora Fúzió rádiós búcsúzása után tíz alkalommal élő közönség előtt tartott ráadás alkalmakat, majd 2012-ben megjelent a kétkötetes könyvváltozat. 2011-től a Mika Tivadar Mulatóban indította útjára Farkas Attila Mártonnal és meghívott vendégeikkel az Apu azért iszik, mert te sírsz! rendezvénysorozatot, amely társadalmi problémákat és spirituális kérdéseket feszeget.
2011-ben meghívták a Mokkába, ahol Pachmann Péter és Demcsák Zsuzsa kérték ki véleményét filmszakértőként felkonferálva a A sötét lovag – Felemelkedés filmről, ám a bejátszásnál egy videojáték előzetesét vágták be, amelyről kisebb sajtóvisszhang is keletkezett. Az események után egy videóbloggal jelentkezett, és tagadta, hogy ő filmszakértő lenne; egy rádiósnak, aki szereti filmeket és ezekről gyárt szubjektív véleményt formál műsorában-nak vallotta magát, viszont a téves előzetesre nem reagált.
A viszonylagos ismertségnek és nem kis mértékben indulatos kritikai habitusának is köszönhetően 2012-ben az RTL Klub Csillag születik című műsorának egyik zsűritagja lett a negyedik évadban, melyről blogot is indított döntéseinek okaiért. Ekkor lett országosan ismert: éles mondatai, nyílt kritikái és szigorú pontozása megosztotta a közvéleményt, tevékenysége több új (bár rövid életű) divatszót és kifejezést („puzsériáda”, „szellemi kútmérgezés”, „pusztító alpáriság”) ültetett a magyar nyelvbe. Kihasználva a műsorral járó ismertséget, nagyobb nyilvánosság előtt folytatta tevékenységét. Éles hangon kritizál, vagy éppen dicsér számos társadalmi jelenséget, különösen a politika, a közélet, a kereskedelmi televíziózás és a bulvár világát, valamint a reklámot – pontosabban a reklám- és marketingipart, amit „a tudat gyarmatosítása”-ként jellemez, továbbá a kapitalizmust, mint a demokráciát, az emberi szabadságjogokat veszélyeztető intézményt. Ezen évben – országos ismertsége miatt – indította el YouTube-csatornáját, Facebook-oldalát és blogokat szerkesztett a blog.hu-ra, illetve a reblog.hu-ra.
Ugyanebben az évben indította el Sznobjektív rendezvénysorozatot, amelyben 2012–2013 között Sznobjektív – Az 50 Legjobb Klip, 2013–2014 között Sznobjektív – Az 50 Legjobb Előadó, 2014-ben Sznobjektív Greatest Shits – A 100 Legszarabb Sláger és 2016-ban Sznobjektív – DAVID BOWIE SPECIAL. Illetve a Stand-Up Tragedy sorozatot is itt kezdte el.
Emellett kiadta a Szélsőközép könyvváltozatát is, majd önmagát „ellenkulturális folyóiratként” definiálva az interneten folytatódott.
Sajtónyilvánosság előtt zajló vitája, majd bírósági pere Hajdú Péterrel, a TV2 akkori egyik műsorvezetőjével, magát Puzsért is a bulvármédia rendszeres szereplőjévé tette. Puzsér 2013-at a Hajdú Péter elleni harc évének hirdette meg, felháborítónak találva azt, hogy Hajdú rákbetegeket és emberi roncsokat mutatott főműsoridőben, szórakoztató céllal. Puzsér több erős kijelentést is tett (következetesen állítva, hogy nem az embert, hanem a műsorvezetőt és a jelenséget szidalmazta), mire válaszul Hajdú becsületsértés miatt több (hét) pert indított Puzsér ellen, melyek közül az elsőt első fokon megnyerte, Puzsért egy év próbaidőre és tízezer forint kártérítés megfizetésére ítélték. Ugyanettől az évtől kezdve rendszeresen írt a Nevem senki című szatirikus hetilapba.
Eközben stand-upolt a Showder Klub, illetve szerepelt a Vundersőn és Zuperszexi műsorokban
2014-ben főszerepet kapott a Viasat 3 Szerintük a világ műsorában. Majd 2014–2015 újra zsűrizett a Ki Mit Tube című online, a YouTube felületén zajló alternatív tehetségkutató műsorában, amelyet volt Csillag születik-es zsűritársa, Hajós András moderált. Eközben Aranylövés Puzsérral című rövid életű műsort kapott a SportKlubon. Ugyanebben az évben megjelent Farkas Attila Mártonnal közös tézisdrámája, A zsidók szégyene, mely arról szól, hogy egy zsidó származású védőügyvéd életére, társadalmi megítélésére milyen hatással van az, ha pusztán az igazságba vetett hite alapján elvállalja egy holokauszttagadó férfi védelmét.
2015 áprilisában a Magyar Nemzetben kapott állandó rovatot. Ezt követően a SportKlubon futó műsora megszűnt. Ezek után az RTL II Szelfi című műsorában szerepelt, az adásba került műsorral azonban nem volt megelégedve, mivel neki egészen másként vázolták fel, hogyan lesz ez kivitelezve. Miután ennek hangot is adott, több oldalról kezdték el támadni: Sebestyén Balázs a Morning Show című reggeli műsorában egyenesen azt állította (mint maga is az RTL Klub alkalmazottja), hogy „Puzsér oda piszkít, ahonnan enni kap”, sokan mások pedig azt kérdezték tőle, hogy „mit tett le az asztalra”, hogy kritizálni merészel bárkit is. Az ilyen és ehhez hasonló érvelés nélküli egymondatos kritikák elleni fellépés hatására létrehozta a Hard Talk rendezvénysorozatot, melyben meghívott vitapartnerekkel vitatkozik a XXI. század nagy társadalmi kérdéseiről. 2015 februárjától a 90.9 Jazzy Rádióban vezette Horváth Oszkárral közösen az Önkényes Mérvadó című műsort. Még ettől az évtől fogva 2018-ig szerepelt a HírTV Szabadfogás  című műsorában.
2016–2018 között a Hír TV-n 75 adáson keresztül vezette heti rendszerességgel jelentkező, Sznobjektív című műsorát, melynek közvetlen előzménye az ugyanezen a címen néhány évvel korábban futott rendezvénysorozat volt, és amelyben minden héten egy TOP10-es listát tár aktuális meghívottjával a nézők elé. Majd 2017-től egészen 2019-ig ismét filmkritikai műsort készített a Jazzy Rádióban A jó, a rossz, és a nézhetetlen címmel. 2018-tól a Magyar Hang hetilapban jelennek meg publicisztikái, illetve alkalmanként szerepel az azonos című YouTube-csatornán szerepel a Kötöttfogás című műsorában, amely a Szabadfogás műsor utódja. Szintén 2018 óta a Hírklikk weboldalon napi rendszerességgel ír rövid véleménycikkeket. 2020 szeptemberétől 2021 júniusáig szerepelt az ATV Öt című műsorában, és 2021 márciusától júliusáig szintén a csatornán folytatta a Sznobjektív című műsort. 2021 májusától az Index véleményrovatába hosszabb publicisztikákat ír.

### Politikai szerepvállalása
Állítása szerint közéleti vitái során politikai pártok táborától és médiumoktól függetlenül nyilvánult meg, kívülállónak tekintette magát. A 2000-es évek közepén inkább baloldalinak vallotta magát. Megalakulásának éveiben az LMP közel állt hozzá, kampányfilmet is készített a pártnak, a későbbiekben azonban eltávolodott tőlük. 2010-ben felkérték, hogy legyen az LMP színeiben csepeli képviselőjelölt, amit ő elutasított.
2018 októberében bejelentette, hogy a 2019-es önkormányzati választásokon indul a főpolgármesteri tisztségért. 2018 decemberében az LMP kongresszusán megszavazta, hogy Puzsért támogatja főpolgármester-jelöltként. Autómentes belvárost álmodott meg Budapestnek Sétáló Budapest néven, mely programjának legfontosabb eleme. 2019 márciusában futólag az is felmerült, hogy a Jobbik is beáll Puzsér mögé a választáson. Később pártok támogatásától függetlenül, az Állampolgárok a Centrumban Egyesület színeiben indult el, a választásokon 30 972 szavazatot kapott, amely 4,46%-os eredményt jelentett.
2025. június 10-én a Kossuth téren több tízezres tömeg előtt meghirdette a Polgári Ellenállás elnevezésű mozgalmat.

## Filmográfia

### Film
| Év   | Cím                 | Színész | Rendező | Író     | Szerep                   | Megjegyzés                                  | Forrás               |
| ---- | ------------------- | ------- | ------- | ------- | ------------------------ | ------------------------------------------- | -------------------- |
| 2001 | CHMTX-riport        | Igen    | Igen    | Nem     | Önmaga, riporter         | Szerkesztő-riporter; vizsga-dokumentumfilm  | [ 22 ] [ 67 ] [ 68 ] |
| 2008 | Vacsora             | Igen    | Nem     | Nem     | 2. rádiós műsorvezető    | Rövidfilm                                   | [ 69 ] [ 70 ]        |
| 2008 | Christus Maximus    | Igen    | Igen    | Igen    | Teleshop riporter „Robi” | Gödri Bulcsúval rendezte és írta; Rövidfilm | [ 71 ]               |
| 2015 | Argo 2.             | Nem     | Nem     | Részben | N.A.                     | A forgatókönyv fejlesztésének résztvevője   | [ 72 ]               |
| 2018 | colorStar 20.16     | Igen    | Nem     | Nem     | Önmaga / Narrátor        | Rövidfilm                                   | [ 73 ]               |
| 2020 | Menned kell         | Igen    | Nem     | Nem     | Önmaga                   | Rövidfilm                                   | [ 74 ]               |
| 2022 | Larry               | Igen    | Nem     | Nem     | Önmaga                   | Játékfilm                                   | [ 75 ]               |
| 2024 | Mi vagyunk Azahriah | Igen    | Nem     | Nem     | Önmaga                   | Játékfilm                                   | [ 76 ]               |

#### Kampányfilm
| Év   | Cím                                         | Szerep      | Megjegyzés                      |
| ---- | ------------------------------------------- | ----------- | ------------------------------- |
| 2009 | Digital Festival 2009 – Puzsér Róbert promó | Puzsér Robi |                                 |
| 2010 | Power Politizátor                           | N.A.        | Rendező; Kovács Kristóffal írta |

### Televízió és online

#### Film és sorozat
| Év   | Cím                   | Szerep                | Megjegyzés                                                                    | Forr.         |
| ---- | --------------------- | --------------------- | ----------------------------------------------------------------------------- | ------------- |
| 2018 | Candide               | Önmaga (szinkron)     | Vendég; epizód: „Otthon”                                                      | [ 77 ] [ 78 ] |
| 2019 | Ady100                | Önmaga                | Vendég; Epizód: „Ady Endre: Seregesen senkik jönnek – elmondja Puzsér Róbert” | [ 79 ]        |
| 2019 | ARCOK                 | Önmaga                | Vendég; Epizód: „Portré Puzsér Róberttel”                                     | [ 80 ]        |
| 2019 | Hölgyek és gyorsak    | Önmaga                | Web-rövidfilm                                                                 | [ 81 ]        |
| 2020 | Homokóra              | VIII. Henrik          | Főszerep; Epizód: „VIII. Henrik Vs. Ted Bundy”; 3. évad                       | [ 82 ]        |
| 2020 | A kulisszák mögött... | Önmaga (VIII. Henrik) | Vendégszerep; Epizód: „VIII. Henrik Vs. Ted Bundy”; 3. évad                   | [ 83 ]        |

Gang műsorba készített kisfilmek
| Év   | Cím                                    | Színész | Rendező | Író  | Szerep                                 | Forrás |
| ---- | -------------------------------------- | ------- | ------- | ---- | -------------------------------------- | ------ |
| 2004 | Puzsér, az önkéntes biztonsági őr      | Igen    | Igen    | Igen | Önmaga, az önkéntes biztonsági őr      | [ 84 ] |
| 2004 | Micimackó és a pszichológusok          | Igen    | Igen    | Igen | Puzsér Róbert Gida, medikus            | [ 84 ] |
| 2004 | Saját klónt mindenkinek!               | Igen    | Igen    | Igen | Önmaga klónjai / Klóntechnikus         | [ 84 ] |
| 2004 | Olimpiai láz – szövődményekkel         | Igen    | Igen    | Igen | A NOB tagjának fogva tartója           | [ 84 ] |
| 2004 | Szuperhősök küzdelme                   | Igen    | Igen    | Igen | Kezek / Önmaga, szuperhős              | [ 84 ] |
| 2004 | Mondd meg a véleményem!                | Igen    | Igen    | Igen | Szorongó férfi                         | [ 84 ] |
| 2005 | Német nemzettudat 60 éve és ma         | Nem     | Igen    | Igen | N/A                                    | [ 84 ] |
| 2005 | Valódi rabszolgák a virtuális világban | Nem     | Igen    | Igen | N/A                                    | [ 84 ] |
| 2005 | Kollektív paranoia                     | Igen    | Igen    | Igen | Paranoiás férfi, megfigyelt/megfigyelő | [ 84 ] |
| 2005 | Mentsük meg a magyar focit!            | Igen    | Igen    | Igen | Önmaga, labdarúgóedző                  | [ 84 ] |
| 2005 | Evolúció vagy isteni teremtés?         | Igen    | Igen    | Igen | Újraegyesülő férfi                     | [ 84 ] |
| 2005 | Reklámpszicho                          | Igen    | Igen    | Igen | Önmaga, a Puzsér nagyvállalat vezetője | [ 84 ] |
| 2005 | Rák…                                   | Igen    | Igen    | Igen | Richárd értelmes barátja               | [ 84 ] |
| 2005 | IQ klux kán                            | Igen    | Igen    | Igen | IQ televíziós műsorvezető              | [ 84 ] |
| 2005 | Szexuáldarwinizmus                     | Igen    | Igen    | Igen | Randizó férfi                          | [ 84 ] |

#### Műsor

##### Készítő, főszereplő
| Év              | Cím                              | Műsorvezető                   | Csatorna                      | Megjegyzés                                      |
| --------------- | -------------------------------- | ----------------------------- | ----------------------------- | ----------------------------------------------- |
| 2007–2008       | Na, mi újság???                  | szerkesztő–műsorvezető        | Budapest TV                   | 15 epizód                                       |
| 2008            | Szigorúan Ellenőrzött Mondatok   | szerkesztő–műsorvezető        | Echo TV                       | 15 epizód; Gödri Bulcsúval vezette              |
| 2012            | Csillag születik                 | zsűritag                      | RTL Klub                      | 12 epizód                                       |
| 2012            | VIVA Comet – Legjobb női előadó  | konferanszié                  | VIVA                          | Gálaműsor; Verrasztó Evelynnel adta át          |
| 2012            | B.O.Y. – Best Of YouTube         | szerkesztő–műsorvezető        | FIX TV                        | 4 epizód; Gödri Bulcsúval vezette               |
| 2014            | Szerintük a világ                | főszereplő                    | Viasat 3                      | 42 epizód                                       |
| 2014–2015       | Aranylövés Puzsérral             | szerkesztő–műsorvezető        | SportKlub                     | [ 86 ]                                          |
| 2014–2015       | Ki Mit Tube – Megkapod a választ | zsűritag                      | Ki Mit Tube                   |                                                 |
| 2015            | Szelfi                           | főszereplő                    | RTL II                        | 20 epizód                                       |
| 2016–2018; 2021 | Sznobjektív                      | szerkesztő–műsorvezető        | Hír TV (2016–2018) ATV (2021) | 83 epizód; vendégeivel vezette és szerkesztette |
| 2020–2021       | KaranTéma                        | főszereplő, alkotó-szerkesztő | Puzsér Róbert                 | 6 epizód                                        |
| 2020            | Éhes makkal disznót álmodok      | főszereplő, alkotó-szerkesztő | Szélsőközép                   | 16 epizód; Tasnádi Andrással szerkesztette      |

##### Vendégszereplő
| Év         | Cím                        | Csatorna                         | Megjegyzés                                                                |
| ---------- | -------------------------- | -------------------------------- | ------------------------------------------------------------------------- |
| 2004–2005  | Gang                       | M1                               | 15 epizód                                                                 |
| 2006–2010  | Kultúrház                  | M1                               | 5 epizód                                                                  |
| 2007–2017  | Lapzárta                   | Hír TV                           | 2007–2008, 2017; 29 epizód                                                |
| 2008       | Swung                      | MTV                              | 2 epizód                                                                  |
| 2008       | Paletta                    | Hír TV                           | Epizód: „Forrás”                                                          |
| 2011       | Mokka                      | TV2                              | Epizód: „2011-02-18”                                                      |
| 2012       | Négy szellem               | M1                               | Epizód: „Világvége”                                                       |
| 2012       | CSISZ                      | Cool TV                          | 2 epizód                                                                  |
| 2012       | Reggeli – Csak csajok      | RTL Klub                         | Epizód: „2012-04-21”                                                      |
| 2012–2018  | Fókusz                     | RTL Klub                         | 7 epizód                                                                  |
| 2012       | VIVA Comet                 | VIVA                             | Gálaműsor                                                                 |
| 2012       | Reflektor                  | RTL Klub                         | 2 epizód                                                                  |
| 2012       | Portré                     | RTL Klub                         | Epizód: „Puzsér Róbert”                                                   |
| 2012       | Fábry                      | M1                               | Epizód: „Puzsér Róbert”                                                   |
| 2012; 2014 | Bóta Café                  | FIXTV                            | 2 epizód                                                                  |
| 2012       | Egy kávé Szily Nórával     | LifeNetwork                      | Epizód: „Puzsér Róbert”                                                   |
| 2013       | Aktív                      | TV2                              | Epizód: „2013-04-25”                                                      |
| 2013       | Propaganda                 | TV2                              | Epizód: „Puzsér Róbert, Kovács Katalin”                                   |
| 2013; 2018 | Showder Klub               | RTL Klub/RTL II                  | Előadó; 2 epizód                                                          |
| 2013       | Vundersőn és Zuperszexi    | RTL Klub                         | Epizód: „Utolsó adás”                                                     |
| 2014–2020  | Start+                     | ATV                              | 2 epizód                                                                  |
| 2014       | MondoCon                   | MondoCon.hu                      |                                                                           |
| 2015       | Neon TV                    | Neon TV                          | 3 epizód                                                                  |
| 2015–2018  | Szabadfogás                | Hír TV                           | 106 epizód                                                                |
| 2016       | Reggeli Járat              | Hír TV                           | 2 epizód                                                                  |
| 2016       | ArcKép                     | Echo TV                          | Epizód: „Portréinterjú Puzsér Róberttel”                                  |
| 2016–jelen | Reggeli Start              | DIGI Sport                       | 5 epizód                                                                  |
| 2016–2017  | Vona7                      | N1TV                             | 4 epizód                                                                  |
| 2016       | Newsroom                   | Hír TV                           | Epizód: „Sznobjektív – Ajánló”                                            |
| 2016       | Lakástalkshow              | Viasat 3                         | Epizód: „Puzsér Róbert”                                                   |
| 2016–2018  | K.O                        | N1TV                             | 3 epizód                                                                  |
| 2017       | Retox                      | 24.hu                            | Epizód: „Puzsér Róbert hitlerezett, aztán lepöcsikézték”                  |
| 2017–2019  | Polbeat                    | Pesti Srácok                     | 2 epizód                                                                  |
| 2017       | Partizán                   | Slejm – A torkon ragadt politika | Epizód: „Puzsér Róbert és Gulyás Márton vitája”                           |
| 2017       | DTK: Elviszlek magammal    | WMN Magazin                      | Epizód: „Puzsér Róbert”                                                   |
| 2017       | Story Extra                | RTL Klub                         | 2 epizód                                                                  |
| 2017       | Pumpedék                   | RTL Spike                        | Epizód: „Beszélgetés Puzsér Róberttel”                                    |
| 2017–2019  | Mai hírek                  | N1TV                             | 2 epizód                                                                  |
| 2017; 2022 | Reggeli                    | RTL Klub                         | 2 epizód                                                                  |
| 2017       | Exkluzív                   | N1TV                             | 2 epizód                                                                  |
| 2018       | Villámkérdések             | Szanto Peter                     | Epizód: „Villámkérdések Puzsér Róberttel”                                 |
| 2018       | Körút                      | Szeged TV                        | Epizód: „Interjú Puzsér Róberttel”                                        |
| 2018–jelen | Kötöttfogás                | Magyar Hang                      | 13 epizód                                                                 |
| 2018       | FE/MALE                    | Liluland                         | 2 epizód                                                                  |
| 2018       | Napi Aktuális              | ECHO TV                          | Epizód: „2018-10-22”                                                      |
| 2018–2019  | Ma Reggel                  | M1                               | 3 epizód                                                                  |
| 2018–2019  | Egyenes beszéd             | ATV                              | 5 epizód                                                                  |
| 2018–2019  | RTL Híradó                 | RTL Klub                         | 3 epizód                                                                  |
| 2018       | Hova tartunk?              | Csömör TV                        | Epizód: „Kassai Lajos – Puzsér Róbert”                                    |
| 2018–2021  | AZONNALI                   | AZONNALI                         | 7 epizód                                                                  |
| 2018       | Tesztbeszéd                | Spektrum Home                    | Epizód: „2018-12-25”                                                      |
| 2019       | Karácsony–Puzsér           | Válasz Online                    | Vitafórum                                                                 |
| 2019–2021  | Jövő TV                    | Jövő TV                          | 5 epizód                                                                  |
| 2019       | Kerekasztal-beszélgetés    | N1TV                             | Epizód: „Kerekasztal-beszélgetés Pécsett”                                 |
| 2019       | Híradó                     | M1                               | 5 epizód                                                                  |
| 2019–2021  | Interjúk és beszélgetések  | Boldog István Dávid              | 3 epizód                                                                  |
| 2020       | Infoparlament After        | Infotér                          | Epizód: „Pont az i-re”                                                    |
| 2020       | 1KANAPÉN                   | ZSHOW time                       | Epizód: „1KANAPÉN Puzsér Róberttel”                                       |
| 2020       | Könyv Guru                 | Könyv Guru                       | Epizód: „Interjú Puzsér Róberttel”                                        |
| 2020       | Könyv Guru TV              | Könyv Guru                       | Epizód: „Puzsér Róbert és Schiffer András”                                |
| 2020–2021  | Start                      | ATV                              | 2 epizód                                                                  |
| 2020       | Szóbox-viták               | Három Királyfi, Három Királylány | Epizód: „Egyéjszakás kaland. Következmény?”                               |
| 2020–2021  | Öt                         | ATV                              | 33 epizód                                                                 |
| 2021       | Jelen                      | Jelen hetilap                    | Epizód: „Puzsér-interjú”                                                  |
| 2021       | Kibeszélő                  | Index.hu                         | Epizód: „Interjú Puzsér Róberttel”                                        |
| 2021       | Mondd, Te kit választanál? | Polgári Válasz                   | Vitafórum                                                                 |
| 2021       | Számomra a játék…          | Mit Játsszunk?                   | Epizód: „Beszélgetés Puzsér Róberttel”                                    |
| 2021       | Garázsmenet                | Garázsmenet                      | 2 epizód                                                                  |
| 2021       | Márkó és Barna Síkideg     | Index.hu                         | Epizód: „Puzsér Róbert”                                                   |
| 2021       | #Megosztás                 | Tatár Csilla                     | Epizód: „Puzsér Róbert és Mérő Vera vitája”                               |
| 2021       | Hetek-podcast              | Hetek                            | Epizód: „Schiffer András és Puzsér Róbert vitája”                         |
| 2021       | Hetek-olvasók kérdései     | Hetek                            | Epizód: „Puzsér Róbert”                                                   |
| 2021       | SzínTér                    | TV2040 Budaörs                   | Epizód: „2021-12-02”                                                      |
| 2022       | Más Világ                  | Skrabski Fruzsina                | Epizód: „Más Világ Puzsér Róberttel”                                      |
| 2022       | Kicsön                     | ZSHOW time                       | Epizód: „PUZSÉR SZÉTTROLLKODTA a konyhámat ÉS A VÉRÉT FOLYATTA az ételbe” |
| 2022       | Baking News                | 24.hu                            | Epizód: „Puzsér Róbert: Burzsoá provokációnak érzem a Rácz Jenőket”       |

### Reklám
| Év   | Vállalat      | Termék        | Ország       |
| ---- | ------------- | ------------- | ------------ |
| 2021 | Hírklikk Kft. | Publicisztika | Magyarország |

### Rádió

#### Műsor

##### Készítő
| Év                               | Cím                             | Szerepkör                | Csatorna                                                  | Megjegyzés                                           |
| -------------------------------- | ------------------------------- | ------------------------ | --------------------------------------------------------- | ---------------------------------------------------- |
| 2005–2006; 2008                  | Szélsőközép                     | szerkesztő–műsorvezető   | Budapest Rádió/Pont FM/Radiocafé                          | 63 epizód; vendégeivel vezette                       |
| 2006–2007                        | Demokrácia Rt.                  | szerkesztő–műsorvezető   | Budapest Rádió/Pont FM                                    | 90 epizód; vendégeivel vezette                       |
| 2007                             | Apokalipszis Rt.                | szerkesztő–műsorvezető   | Pont FM                                                   | 184 epizód; vendégeivel vezette                      |
| 2008                             | Indy Rádió                      | szerkesztő–műsorvezető   | indy.media.hu                                             | 11 epizód; Magyar Dáviddal vezette                   |
| 2009–2011                        | A hét mesterlövésze             | szerkesztő–műsorvezető   | Radiocafé (2009–2011) Fúzió Rádió (2011)                  | 200 epizód; Különféle vendégekkel vezette            |
| 2010                             | Sokkoló – Nagyon nagy VOLT      | műsorvezető              | Radiocafé                                                 | 3 epizód; Tüske Ferenccel, Fehér Mariannal vezette   |
| 2010                             | Bolhacirkusz                    | helyettesítő-műsorvezető | Radiocafé                                                 | Epizód: „2010-09-30”; Fehér Mariannal vezette        |
| 2015–2017; 2018; 2019; 2020–2024 | Önkényes Mérvadó                | szerkesztő–műsorvezető   | Jazzy Rádió (2015–2017; 2018; 2019) Spirit FM (2020–2024) | 577 epizód; Horváth Oszkárral és vendégeikkel vezeti |
| 2016                             | Szélsőközép Rádió               | szerkesztő–műsorvezető   | Szélsőközép Ellenkultúrális Magazin                       | 10 epizód; Vendégeivel vezette                       |
| 2017–2019                        | A Jó, a Rossz, és a Nézhetetlen | szerkesztő–műsorvezető   | Jazzy Rádió                                               | 44 epizód; Horváth Oszkárral és vendégeikkel vezette |
| 2022                             | Önkényes Mérvadó                | tartalmi szerkesztő      | Spirit FM                                                 | 23 epizód                                            |

##### Vendégszereplő
| Év              | Cím                        | Csatorna          | Megjegyzés                                                       |
| --------------- | -------------------------- | ----------------- | ---------------------------------------------------------------- |
| 2007            | Négy kerékkel kevesebb     | Civil Rádió       | 2 epizód                                                         |
| 2008            | A sas leszállt             | Tilos Rádió       | Epizód: „Interjú Puzsér Róberttel”                               |
| 2008            | Keljfel Jancsi             | Pont FM           | Epizód: „Interjú Puzsér Róberttel”                               |
| 2009            | Pro és kontra              | MR1 Kossuth Rádió | Epizód: „2009-05-17”                                             |
| 2009            | Filmtabletta Forte         | Radiocafé         | 2 epizód                                                         |
| 2010            | Ötös                       | Klubrádió         | Epizód: „Interjú Puzsér Róberttel”                               |
| 2010            | Honty és Hanna             | Tilos Rádió FM    | Epizód: „Interjú Puzsér Róberttel”                               |
| 2013            | Pistának jó lesz           | Klubrádió         | Epizód: „2013-02-25”                                             |
| 2014–2018       | Sprőd                      | Lánchíd Rádió     | 2 epizód                                                         |
| 2016            | Indigó                     | Lánchíd Rádió     | Epizód: „Beszélgetés Puzsér Róberttel”                           |
| 2016–2018       | Régen minden jobb volt     | Tilos Rádió       | 2 epizód                                                         |
| 2016            | Gólterápia                 | MaxiRádió FM      | Epizód: „Puzsér Róbert”                                          |
| 2017            | Morning Show               | Class FM          | Epizód: „Puzsér Róbert”                                          |
| 2017            | Lánchíd Rádió              | Lánchíd Rádió     | Epizód: „2017-06-09"                                             |
| 2017            | Művészember                | Lánchíd Rádió     | Epizód: „Puzsér Róbert”                                          |
| 2018            | Rádió Oranzs               | Rádió Oranzs      | Epizód: „2018-02-28”                                             |
| 2018            | Balázsék                   | Rádió 1           | Epizód: „Puzsér Róbert és Vágó István”                           |
| 2018–2019       | Kossuth Rádió              | Kossuth Rádió     | 2 epizód                                                         |
| 2019            | Aréna                      | InfoRádió         | Epizód: „Puzsér Róbert”                                          |
| 2020; 2021 2022 | Harcosok Klubja            | Spirit FM         | 6 epizód                                                         |
| 2020            | Rádió Q                    | Rádió Q           | Epizód: „Gödri Bulcsu és Puzsér Róbert”                          |
| 2020            | Spirit Show                | Spirit FM         | Epizód: „Puzsér Róbert és Horváth Oszkár”                        |
| 2020            | Spirit Talk                | Spirit FM         | Epizód: „Ruff Tibor, Puzsér Róbert: Lelkiismeret”                |
| 2020            | Reaktor Podcast            | Reaktor           | Epizód: „Puzsér Róbert”                                          |
| 2021            | Érd FM                     | Érd FM 101.3      | Epizód: „Gödri Bulcsu és Puzsér Róbert”                          |
| 2021            | Felforgatók                | Felforgatók       | Epizód: „Puzsér Róbert”                                          |
| 2021            | Tribün                     | Spirit FM         | Epizód: „Puzsér Róbert”                                          |
| 2021            | Szavakon túl               | Klubrádió         | Epizód: „Puzsér Róbert”                                          |
| 2021            | Gyújtópont                 | Hit Rádió         | Epizód: „Puzsér Róbert”                                          |
| 2021            | Rocktérítő+ Pajor Tamással | Spirit FM         | Epizód: „Puzsér Róbert”                                          |
| 2022            | Tribün                     | Hit Rádió         | Epizód: „Puzsér Róbert: Elveszítette az identitását a Juventus?” |

## Blog

### Videóblog
| Év         | Cím                                       | Csatorna                        | Megjegyzés                                                                      |
| ---------- | ----------------------------------------- | ------------------------------- | ------------------------------------------------------------------------------- |
| 2009       | Interjúk                                  | ifj. Katánghy Menyhért          | Blog: „Interjú Puzsér Róberttel”                                                |
| 2009       | Reakció TV                                | Skrabski Fruzsina               | Blog: „A Reakció interjúja Puzsérral”                                           |
| 2009–2015  | Reklámtörvényszék                         | Puzsér Róbert                   | Gödri Bulcsúval; 17 blog                                                        |
| 2010–2018  | Aki NER, Az Nyer                          | Puzsér Róbert                   | 12 blog                                                                         |
| 2012–2014  | Puzsér – Videóblog                        | Puzsér Róbert                   | 24 blog; Megmondó Vlog elődje                                                   |
| 2013       | Nőtípusok osztályzása a tizes skálán      | Hoffmann Rózsa                  | Horváth Oszkárral; 2011-ben készült                                             |
| 2014–jelen | Megmondó Vlog                             | Puzsér Róbert                   | 103 blog                                                                        |
| 2014–2015  | Ki Mit Tube                               | Ki Mit Tube                     | 30 blog                                                                         |
| 2018–2019  | Judapest Agyarország Fűvárosa             | HÍR KLIKK (korábban SztárKlikk) | 19 blog                                                                         |
| 2018–2019  | Sétáló Budapest                           | Puzsér Róbert                   | 98 blog                                                                         |
| 2018–2020  | MC Paradox & More                         | Puzsér Róbert                   | 9 blog                                                                          |
| 2019       | 21VloG                                    | Vona Gábor                      | Blog: „Mi folyik itt, Magyarországon?”                                          |
| 2019       | SaveYourInternet                          | FanMadeMaker                    | Blog: „Puzsér Róbert az internet szabadságáról, és annak korlátozásáról beszél” |
| 2019       | Nagy Márton Puzsér Róberttel beszélget    | FanMadeMaker                    | Blog: „Nagy Márton Puzsér Róberttel beszélget”                                  |
| 2020       | Nagy Márton és Puzsér Róbert beszélgetése | Puzsér Róbert                   | Blog: „Celebek és közszereplők járvány idején, a Tóth Gabi-jelenség”            |
| 2021       | Ideológiák képletei                       | Puzsér Róbert                   | Blog: „Szocializmus az alapoktól”                                               |
| 2021       | 21 Videoblog (21 Blog)                    | Vona Gábor                      | Blog: „Átok vagy áldás?”                                                        |

### Livestream
| Év   | Cím                                      | Csatorna     | Megjegyzés                                                                       |
| ---- | ---------------------------------------- | ------------ | -------------------------------------------------------------------------------- |
| 2019 | Puzsér Róbert & Nagy FanMadeMaker Márton | FanMadeMaker | Stream: „Bevezetem Puzsér Róbertet a magyar influencerek sötét világába ÉLŐBEN!” |

### Blog
| Év        | Cím                | Csatorna                        | Megjegyzés |
| --------- | ------------------ | ------------------------------- | ---------- |
| 2012      | Puzsér Róbert blog | Puzsér Róbert                   | 2 poszt    |
| 2012      | ZSŰRITAG BLOG      | Puzsér Róbert                   | 18 poszt   |
| 2012–2013 | Apu-Blog           | Apu azért iszik, mert Te sírsz! | 9 poszt    |

## Élőbeszéd

### Műsor
| Év         | Cím                                               | Szerepkör            | Helyszín                           | Megjegyzés                                       |
| ---------- | ------------------------------------------------- | -------------------- | ---------------------------------- | ------------------------------------------------ |
| 2011–2012  | A Hét Mesterlövésze Rendezvénysorozat             | műsorvezető          | A BudapestFilm Zrt., Budapest      | Különféle előadókkal vezette                     |
| 2011–jelen | Apu azért iszik, mert te sírsz!                   | műsorvezető          | KAZI/Ellátó/MTM/Kőleves/Gödör Klub | FAM-mal és vendégeikkel vezeti; 238 epizód       |
| 2012–2016  | Sznobjektív                                       | műsorvezető          | Gozsdu Manó Klub, Budapest         | Különféle előadókkal vezette                     |
| 2012       | Unorthodox                                        | szereplő             | Művelődési Szint, Budapest         | Vendég; Epizód: „Keresd a nőt!”                  |
| 2012–2014  | Stand-Up Tragedy                                  | műsorvezető          | Budapest                           | Gödri Bulcsúval vezette                          |
| 2013       | Puzsér Vs Szirmai                                 | műsorvezető          | Toldi mozi, Budapest               | 13 alkalom                                       |
| 2013       | Reklámtörvényszék                                 | műsorvezető          | Ötkert, Budapest                   | Különféle előadókkal                             |
| 2013       | KJF Nemzetközi Szalon                             | szereplő             | KJF Társadalomtudományi Tanszék    | Vendég; Epizód: „Média: A népek ópiuma”          |
| 2013       | Puzsér Róbert-est                                 | műsorvezető          | Békéscsaba                         | Vendég; Epizód: „Puzsér Róbert”                  |
| 2013–2019  | Kerekasztal-beszélgetés                           | szereplő             | Különféle helyszíneken             | Vendég; 5 előadás                                |
| 2014       | HungaroCon                                        | szereplő             | Ferencvárosi Művelődési Központ    | Vendég                                           |
| 2015       | A reklámvita                                      | szereplő             | Budapesti Metropolitan Egyetem     | Vendég; Epizód: „Sas István és Puzsér Róbert”    |
| 2015       | Puzsér Róbert előadása a televíziózásról          | műsorvezető          | Dunaújvárosi Főiskola              |                                                  |
| 2015       | Puzsér Róbert előadása középiskolások előtt       | műsorvezető          | Szent László Gimnázium, Budapest   |                                                  |
| 2015–2018  | A civilizáció visszavág                           | műsorvezető          | Dumaszínház, Budapest              |                                                  |
| 2016–jelen | Hard Talk                                         | szervező-műsorvezető | Szamos Café/Mika Tivadar Mulató    | Különféle vitapartnerekkel; 29 előadás           |
| 2016       | Ligetvédő demonstráció                            |                      | Ligetvédők tábora, Budapest        |                                                  |
| 2016       | Építész Klub beszélgetés                          | szereplő             | Építész Klub, Budapest             | Vendég                                           |
| 2016       | 35. Gímesi Művelődési Tábor és Gólyatábor         | műsorvezető          | Gímes (Szlovákia)                  |                                                  |
| 2016       | ELTEszem filmklub                                 | szereplő             | ELTE, Budapest                     | Vendég; Epizód: „Puzsér Róbert”                  |
| 2016       | Leitner Olga – Púder nélkül                       | szereplő             | Gyöngyös                           | Vendég; Epizód: „Leitner Olga és Puzsér Róbert”  |
| 2016       | Havas Szófia igazsága                             | szereplő             | Pesti Srácok Emlékpark, Budapest   | Vendég; Epizód: „Huth Gergely és Puzsér Róbert”  |
| 2016       | A mai fiatalság helyzete                          | szereplő             | Törökbálint                        | Vendég; Epizód: „Puzsér Róbert”                  |
| 2016       | Puzsér Róbert vs Orbán Balázs: Az elitek válsága  | szereplő             | Budapest                           | Vendég                                           |
| 2017       | 13. Budapesti Nemzetközi Képregényfesztivál       | szereplő             | Dürer-kert, Budapest               | Vendég                                           |
| 2017       | Lényeglátó                                        | szereplő             | Szeged                             | Vendég; Epizód: „Puzsér Róbert és Ungár Péter”   |
| 2017       | X. Felvidéki Magyar Sziget                        | szereplő             | Nádszeg                            | Vendég; Epizód: „Puzsér Róbert, Zagyva György”   |
| 2017       | Flamingó Farhát                                   | szereplő             | MagNet Közösségi Ház, Budapest     | Vendég; Epizód: „Puzsér Róbert”                  |
| 2017       | ELTE-ÁJK                                          | szereplő             | ELTE-ÁJK, Budapest                 | Vendég; Epizód: „Puzsér Róbert vs. Bayer Zsolt”  |
| 2017–jelen | Haver vagy!                                       | szereplő             | Corvin Klub, Budapest              | Vendég; 3 előadás                                |
| 2017       | HétfőBűn színházi talkshow                        | szereplő             | Spirit Színház, Budapest           | Vendég; Epizód: „Puzsér Róbert”                  |
| 2018–2019  | Funzine TALKS                                     | szereplő             | Különféle helyszíneken             | Vendég; 5 előadás                                |
| 2018       | Cannabis Club Hungary                             | szereplő             | Adna Cafe                          | Vendég; Epizód: „Puzsér Róbert és Zacher Gábor”  |
| 2018       | Pécsi Egyetem Napok                               | szereplő             | Pécsi Tudományegyetem              | Vendég; Epizód: „Puzsér Róbert”                  |
| 2018       | 2019-es önkormányzati választások                 | szereplő             | Budapest                           | Vendég; Epizód: „Puzsér Róbert és Staudt Gábor”  |
| 2018       | A reklám jó!                                      | szereplő             | Content Plage Marketingkonferencia | Vendég; Epizód: „Puzsér Róbert és Sipos Zoltán”  |
| 2018       | Ad Absurdum                                       | műsorvezető          | Kossuth Klub                       | Vendég; Epizód: „Puzsér Róbert”                  |
| 2019       | Tanácstalan Köztársaság vitaest                   | szereplő             | Eötvös Lóránd Tudományegyetem      | Vendég                                           |
| 2019       | Lehetőségek és veszélyek a közösségi médiában     | szereplő             | Budapest                           |                                                  |
| 2019       | Jobbik majálisa                                   | szereplő             | Budapest                           | Vendég                                           |
| 2019       | Klímaforradalom                                   | szereplő             | Budapest                           | Vendég                                           |
| 2019       | Közéleti beszélgetés                              | szereplő             | Hódmezővásárhely                   | Vendég; Epizód: „Márki-Zay Péter, Puzsér Róbert” |
| 2019       | Az LMP és a Jobbik EP-választási eredmény         | szereplő             | Budapest                           | Vendég                                           |
| 2019       | HÁTTÉRZENE                                        | szereplő             | Mathias Corvinus Collegium         | Vendég; Epizód: „Puzsér Róbert”                  |
| 2019       | Halálújítás: FreakBoy x Suzanne Kobela kiállítása | szereplő             | Babicska, Budapest                 | Vendég                                           |
| 2019       | A jogászság kulturális megítélése napjainkban     | szereplő             | JATE Klub, Szeged                  | Vendég; Epizód: „Puzsér Róbert, Ragány Zoltán”   |
| 2020       | ChampionWine                                      | szereplő             | Budapest, Jókai tér 6.             | Vendég; Epizód: "Huth Gergely és Puzsér Róbert”  |
| 2020       | Mézga Géza Apokalipszis Szekta                    | szereplő             | III. Gólem Fesztivál, Dunaújváros  | Vendég                                           |
| 2020       | A Tan Apuja                                       | szereplő             | A Tan Kapuja Buddhista Főiskola    | Vendég; Epizód: „FAM és Puzsér Róbert”           |
| 2021       | Légy a kisebbik rossz, te leszel a megváltó       | szereplő             | Hódmezővásárhely                   | Vendég; Epizód: „Márki-Zay Péter, Puzsér Róbert” |
| 2021       | Mi történt 2021-ben?                              | szereplő             | Polgári Válasz rendezvénye         | Vitafórum; Bencsik Jánossal vitázott             |

## Könyvei
| Év   | Cím                                                                               | Kiadó                   | ISBN               | Megjegyzés                       |
| ---- | --------------------------------------------------------------------------------- | ----------------------- | ------------------ | -------------------------------- |
| 2008 | Forrás                                                                            | Scolar Kiadó Inda Press | ISBN 9789632440354 | 2024-ben újrakiadva              |
| 2012 | Szélsőközép – A könyv a. D. 2005-2012                                             | Konkrét Könyvek         | ISBN 9789638966209 |                                  |
| 2012 | A Hét Mesterlövésze 1. Az 50 legjobb film. Puzsér Róbert rádiós beszélgetései     | Scolar Kiadó            | ISBN 9789632443874 |                                  |
| 2013 | A Hét Mesterlövésze 2. Az 50 legjobb film. Puzsér Róbert rádiós beszélgetései     | Scolar Kiadó            | ISBN 9789632444543 |                                  |
| 2014 | A zsidók szégyene. Dráma két felvonásban                                          | Konkrét Könyvek         | ISBN 9789637424687 | Farkas Attila Mártonnal szerezte |
| 2016 | Apu azért iszik, mert te sírsz!                                                   | Holnap Kiadó            | ISBN 9789633491485 | Farkas Attila Mártonnal szerezte |
| 2020 | Demokrácia Részvénytársaság – Így készült az Orbán-rendszer                       | Kossuth Kiadó           | ISBN 9789635443086 |                                  |
| 2021 | A tömeg enciklopédiája                                                            | Kossuth Kiadó           | ISBN 9789635445769 |                                  |
| 2021 | Sznobjektív. Harminc identitásformáló közéleti, társadalmi és kulturális toplista | Kossuth Kiadó           | ISBN 9789635445837 |                                  |
| 2022 | Apu azért iszik, mert te sírsz! – A jövő az, ami lenni szokott                    | Holnap Kiadó            | ISBN 9789633493885 | Farkas Attila Mártonnal szerezte |
| 2022 | Gonzó szakácskönyv                                                                | Kossuth Kiadó           | ISBN 9789635449156 |                                  |
| 2023 | Metafizika                                                                        | Inda Press              | ISBN 9786150190556 |                                  |
| 2024 | Önkényes Mérvadó                                                                  | Free Spirit Publishing  | ISBN 9786156713032 | Horváth Oszkárral közösen        |
| 2024 | Európa elrablása                                                                  | Magyar Hang Könyvek     | ISBN 9786156682079 |                                  |

## Diszkográfia

### Dal
| Év   | Cím                                                         | Megjegyzés                                   |
| ---- | ----------------------------------------------------------- | -------------------------------------------- |
| 2020 | Harc Poetica 1998 – Az eltitkolt történet: így kezdődött    | Az eltitkolt történet sorozat első része     |
| 2020 | Az út a csúcsra 1999 – Az eltitkolt történet: így törtem át | Az eltitkolt történet sorozat második része  |
| 2020 | Növényi lét 2000 – Az eltitkolt történet: így futottam fel  | Az eltitkolt történet sorozat harmadik része |
| 2020 | Korunk hőse 2001 – Az eltitkolt történet: így végződött     | Az eltitkolt történet sorozat negyedik része |

### Videóklip
| Év   | Cím                        | Egyéb előadó                                         | Rendező                      | Megjegyzés      |
| ---- | -------------------------- | ---------------------------------------------------- | ---------------------------- | --------------- |
| 2020 | VIII. Henrik Vs. Ted Bundy | Nádas Gábor Dávid (mint Nádi) Sós Bíborka (mint Fox) | Börzsei Dávid (mint Kenry26) | Epikus rapcsata |
| 2020 | Karantén Karácsony         | N/A                                                  | Badsample                    | Mint MC Paradox |

### Remix
| Év   | Cím         | Készítő                   | Megjegyzés       |
| ---- | ----------- | ------------------------- | ---------------- |
| 2018 | Mi Volt Ez? | Németh István (mint Pilu) | 2012-ben készült |